# كريستيان كيلر (سباح)
كريستيان كيلر (بالألمانية: Christian Keller)‏ (3 أغسطس 1972 – ) هو سباح، من ألمانيا، مثّل بلاده في الألعاب الأولمبية الصيفية 2004، والألعاب الأولمبية الصيفية 1992، والألعاب الأولمبية الصيفية 1996، والألعاب الأولمبية الصيفية 2000، وSwimming at the 1996 Summer Olympics – Men's 4 × 200 metre freestyle relay ‏.

## وصلات خارجية
- كريستيان كيلر على موقع الاتحاد الدولي للسباحة (الإنجليزية)
- كريستيان كيلر على موقع SwimRankings.net (الإنجليزية)
- كريستيان كيلر على موقع أوليمبيديا (الإنجليزية)